# Spirala milczenia
Teoria spirali milczenia, nazywana też hipotezą spirali milczenia, jest wynikiem badań nad efektami oddziaływania mediów. Jej autorką jest niemiecka badaczka Elisabeth Noelle-Neumann – dziennikarka, publicystka, założycielka i dyrektorka jednego z instytutów badania opinii publicznej – Institut für Demoskopie w miejscowości Allensbach nad Jeziorem Bodeńskim.
Punktem wyjścia hipotezy spirali milczenia była analiza zamiarów głosowania w wyborach federalnych (Niemcy) w 1965 roku oraz ich faktycznych wyników.
W myśl teorii spirali milczenia Elisabeth Noelle-Neumann świadomość posiadania poparcia opinii publicznej sprzyja wyrażaniu na głos zgodnych z nią poglądów, a w przypadku przeciwnym – ludzie zachowują milczenie. Następuje spiralny proces wyciszania jednych i wzmacniania innych opinii. Zjawisko ma charakter kuli śnieżnej.
Teorię określić można za pomocą czterech hipotez:
- Istniejącej obawy przed wyizolowaniem, która kieruje jednostkami będącymi częścią współczesnych społeczeństw.
- Braku kontaktów z innymi, którego rezultatem jest nieznajomość różnorodności opinii. Tworzy to silną zależność względem tego co dominujące.
- Szacowaniu przez jednostki statystycznie dominujących opinii, w celu uniknięcia przyjęcia stanowiska, które spowoduje ich wyizolowanie.
- Zależności zaangażowania publicznego od postrzeganego prawdopodobieństwa sukcesu.

Istotnym elementem teorii jest określona dynamika grupy większościowej i jej pewność co do słuszności swoich racji. W wypadku zwątpienia grupa traci przywództwo.
Opinie częściej głoszone publicznie mogą mieć nawet siłę przecenianą. Teoria ta wskazuje na wartość milczenia jako sposobu wyrażania opinii, może również tłumaczyć rozbieżności między sondażami opinii publicznej a wynikami wyborów[1].
Środki masowego przekazu mogą wpływać na opinię publiczną, przyczyniając się do rozpowszechnienia wspieranych przez siebie opinii, nakręcając jeszcze ową spiralę. Wpływ ten może ocierać się o manipulację; stąd żywotność idei czwartej władzy, sprawowanej przez środki masowego przekazu.
Psycholog społeczny Serge Moscovici w swoich pracach nie zgadza się z tą teorią i formułuje tezę sprzeczną z poglądami Elisabeth Noel-Neumann. Twierdzi, że grupy o charakterze mniejszościowym często posiadają większą zdolność do wyrażania się i mają większy udział w procesie społecznej zmiany. Czasem głosujący na partie skrajne częściej ukrywają swoje zamiary niż ci, którzy głosując popierają partie, które cieszą się dużym poparciem w sondażach.